# TEE Mont-Cenis
Pour les articles homonymes, voir Mont-Cenis.
Le Mont-Cenis est un train de type Trans-Europ-Express ou TEE qui relia de 1957 à 1972 les villes de Milan et de Lyon.

## Mise en service
À la fin des années 1950, un train quotidien, assuré par un autorail RGP (rame à grand parcours) SNCF, assurait une liaison entre Milan et Lyon. Partant de Milan à 7 h 25, il parvenait à Lyon à 13 h 15, dans le sens impair, le convoi quittait les bords du Rhône à 17 h 25 et arrivait dans la capitale lombarde à 23 h 27 (les temps de parcours avoisinaient donc 6 heures).. Dans le but d'améliorer les horaires et le confort des passagers, une liaison TEE fut mise en service lors du service d'été 1957, sous la numérotation TEE 631-632 en France, TEE 467-462 en Italie, avec du matériel français affecté au service TEE, une rame à grand parcours X 2770 transformée pour offrir un intérieur et un service très soignés à ses passagers.
Dès le 2 juin 1957, un aller-retour était assuré tous les jours avec un départ toujours fixé à 7 h 25 à Milan-Centrale, mais une arrivée à Lyon-Perrache à 12 h 49, soit 5 h 24 pour un parcours de 462 km (la vitesse commerciale atteignant 85,5 km/h). Le retour s'effectuait en soirée avec départ de Lyon à 18 h 00 et arrivée à Milan à 23 h 22, soit 5 h 22 (et une moyenne de 86 km/h). Le gain de temps était appréciable, la vitesse commerciale relativement élevée malgré le profil difficile de la ligne et l'existence de 7 arrêts intermédiaires à Chambéry, Montmélian, Saint-Jean-de-Maurienne, Modane, Bardonnèche, Oulx, Turin-Porta Nuova.

Itinéraire liaison ferroviaire "Le Mont-Cenis"

## Exploitation
Le service du Mont-Cenis fut peu modifié dans les années qui suivirent son inauguration. À partir de l'horaire d'été 1959, un arrêt supplémentaire fut instauré à Turin-Porta Susa, ce qui allongea le temps de parcours de 3 minutes. Le principal changement intervint le 29 mai 1960 avec le remplacement des rames X 2770 SNCF par des rames automotrices diesel Breda de type ALn 442-448 des FS. Ce remplacement aboutit à une meilleure qualité de confort, mais à une détente des horaires (sur les lignes italiennes) qui ramena les temps de parcours à la situation antérieure au service TEE. Dès 1963, les horaires retrouvèrent leur niveau de 1957-1960. Peu de modifications notables intervinrent par la suite si ce ne sont les traditionnels changements de numérotation (le Mont-Cenis devenant en 1967 le TEE 23-24, à partir de 1971, le TEE 15-14) et un aménagement horaire permettant la correspondance, en gare de Chambéry, avec le Catalan effectuant la liaison Genève-Port-Bou.
La fréquentation du TEE Mont-Cenis ne fut jamais satisfaisante. Les vitesses commerciales ne progressaient pas en l'absence d'électrification sur l'ensemble du parcours et malgré l'emploi d'engins diesels utilisés dans les fortes rampes alpines de 30 ‰ (qui mènent au tunnel du Mont-Cenis) au maximum de leur puissance. Le 1er octobre 1972, après seulement 15 ans d'existence, le TEE Mont-Cenis fut supprimé et remplacé par une relation identique mais aux horaires détendus. D'abord assurée par une rame à grand parcours X 2770 de première classe, la liaison fut  confiée à un train Corail de 8 voitures lorsque l'électrification fut achevée sur la totalité du parcours.